# Masacre de Guangdong
La masacre de Guangdong (en chino tradicional: 廣東大屠殺; en chino simplificado: 广东大屠杀), o la masacre de la Revolución Cultural de Guangdong (en chino tradicional: 廣東文革屠殺; en chino simplificado: 广东文革屠杀), fue una serie de masacres que tuvieron lugar en la provincia de Guangdong durante la Revolución Cultural China. La masacre de Guangdong fue una de las masacres más graves en China en ese momento, y estuvo relacionada con la masacre de Guangxi. La mayoría de las masacres de la Revolución Cultural en Guangdong tuvieron lugar de julio a octubre de 1968 y fueron dirigidas y organizadas por los «comités revolucionarios» provinciales y locales.
Hubo dos tipos principales de masacres en Guangdong: un tipo dirigido a miembros de las Cinco Categorías Negras, así como a sus familiares, y el otro tipo estaba relacionado con persecuciones políticas. Había 80 condados en Guangdong durante la Revolución Cultural y, de acuerdo con los 57 anales del condado que estuvieron disponibles durante el período «Boluan Fanzheng», ocurrieron masacres en 28 de los condados con seis que registraron más de mil muertos. El promedio de fallecimientos entre los 28 condados fue de 278 y un total de al menos 7784 personas murieron. La masacre en Yangjiang fue la más grave, con más de 2600 muertes solo en el condado de Yangchun. Las masacres también tuvieron lugar en ciudades como Guangzhou.

## Antecedentes históricos
En mayo de 1966, Mao Zedong lanzó la Revolución Cultural en China continental. A principios de 1967, el «grupo rebelde» (造反派) paralizó a los gobiernos locales y los comités del Partido Comunista en Guangdong y la sociedad estaba en caos. El 15 de marzo, Mao consideró necesario el control militar en Guangdong y nombró a Huang Yongsheng (黄永胜) como director de la Comisión de Control Militar. En 1967, dos facciones en Guangdong entraron a menudo en enfrentamientos violentos a gran escala: la «facción de la Bandera Roja» (红旗派), que era un grupo rebelde, y la «facción del Viento del Este» (东风派), que era un grupo conservador y apoyó el control militar.
Zhou Enlai, entonces primer ministro de China, había hecho varios intentos de mitigar la situación desde abril de 1967, exigiendo en noviembre el establecimiento del «Comité Revolucionario de Guangdong» (广东省革命委员会). En febrero de 1968, se estableció el comité con Huang Yongsheng como presidente; Huang también fue el comandante de la Región Militar de Guangzhou (广州军区) y apoyó personalmente a la facción del Viento del Este. Sin embargo, persistió el desafío organizado de la facción de la Bandera Roja, y los enfrentamientos violentos continuaron en los siguientes tres meses. A partir de julio de 1968, el Comité Revolucionario de Guangdong, así como el ejército de Guangdong, comenzaron a tomar medidas enérgicas contra la facción de la Bandera Roja, y posteriormente las masacres se hicieron frecuentes en Guangdong. El pico de la masacre duró de julio a octubre en 1968.

## Masacres en diferentes lugares

El mapa actual de Yangjiang, que era un condado durante la masacre, pero luego fue promovido a ser una ciudad en China, que gobierna varios condados.

### Masacre de Yangjiang
La Masacre de Yangjiang (chino simplificado: 阳江大屠杀; chino tradicional: 陽江大屠殺) fue una serie de masacres que tuvieron lugar en Yangjiang, Guangdong durante la Revolución Cultural China. Según el comité del Partido Comunista de China (PCCh) en Yangjiang, al menos 3573 personas murieron en la masacre de Yangjiang:
- La masacre en el condado de Yangjiang tuvo lugar del 1 de enero de 1968 a mediados de enero de 1969, matando a 909 personas.
- La masacre en el condado de Yangchun comenzó el 23 de septiembre de 1967, matando a 2.664 personas.

Los métodos de matanza incluían golpear con azadas o palos, disparar armas de fuego, ahogarse, apuñalar, apedrear, explotar con fuegos artificiales, quemar con queroseno, enterrar en vivo, etc. En ese momento, se podían ver muchos cadáveres flotando en el río Moyang (漠阳江).

### Incidente "Prisioneros Laogai" de Guangzhou
El incidente de "Prisioneros Laogai" de Guangzhou (en chino simplificado: 广州打劳改犯事件 / 广州吊劳改犯事件) tuvo lugar en Guangzhou en agosto de 1967. El incidente duró alrededor de una semana y fue causado por los rumores de que los prisioneros de Laogai fueron liberados de las prisiones en el norte de Guangdong y que Guangzhou estaba a punto de ser saqueada. Como resultado, los civiles locales exhibieron actos de violencia extrema hacia extraños en aras de la autoprotección. Según los investigadores, al menos 187-197 personas murieron en la masacre (algunos dicen que alrededor de 300), la mayoría de los cuales eran ciudadanos locales que vivían en Guangzhou o sus áreas rurales. Muchos cuerpos de las víctimas fueron colgados en los árboles o postes a lo largo de las calles.

### El Incidente Anti-Peng Pai

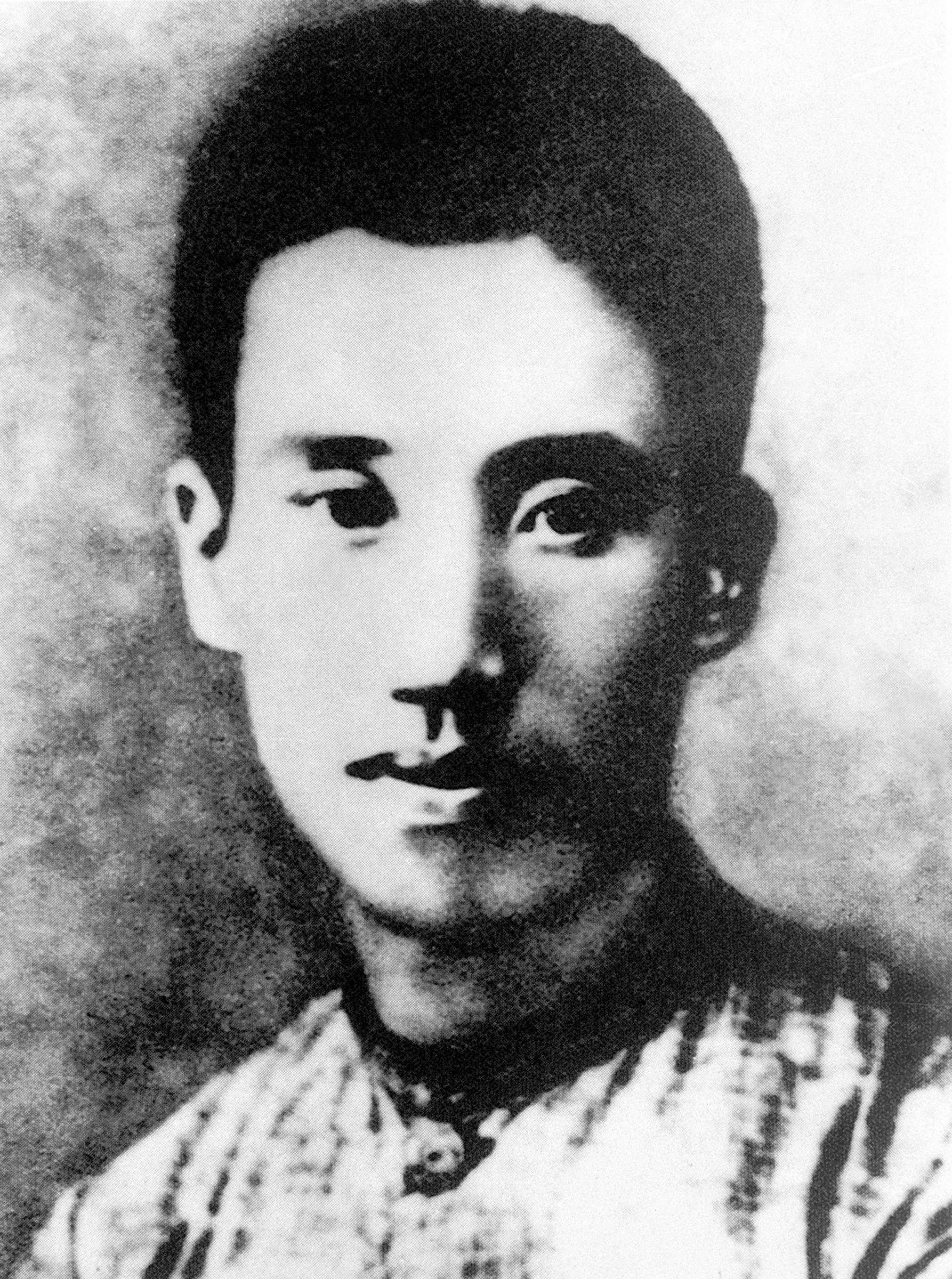
Peng Pai (彭湃)

El Incidente Anti-Peng Pai (en chino: 反彭湃事件) fue un importante "caso ilícito" en Shanwei, Guangdong durante la Revolución Cultural, dirigido a familiares del difunto Peng Pai (彭湃), quien fue pionero del movimiento de campesinos chinos y uno de los líderes de Partido Comunista de China en su etapa inicial. En el incidente, Peng Pai fue etiquetado como "traidor" y "oportunista". A partir de agosto de 1967, estalló una masacre que duró alrededor de medio mes y causó la muerte de más de 160 personas; Además, más de 800 quedaron paralizados de por vida y más de 3000 resultaron heridos. El primo y el sobrino de Peng Pai fueron asesinados en la masacre, mientras que la madre de Peng fue perseguida; La cabeza del sobrino de Peng fue cortada por el autor y exhibida al público durante tres días. En agosto de 1968, Peng Hong (彭洪), el tercer hijo de Peng Pai, fue asesinado y enterrado en secreto.
Sin embargo, algunos investigadores chinos han señalado que Peng Pai impuso políticas de «terror rojo» cuando lideraba el movimiento de los campesinos y después de que estableció el "soviet Hailufeng". Las políticas mataron a miles de propietarios y resultaron en la muerte de decenas de miles de personas, y por lo tanto, el Incidente Anti-Peng Pai fue en realidad una represalia de los ciudadanos locales.

### Masacre del condado de Dan
Durante la Revolución Cultural, estallaron masacres en el condado de Dan y el condado de Dongfang de la isla de Hainan, que era una división administrativa de la provincia de Guangdong en ese momento. En marzo de 1967, la Comisión de Control Militar local anunció que tres organizaciones de masas en el condado de Dan eran "organizaciones contrarrevolucionarias". En abril de 1968, se estableció el comité revolucionario local y en agosto, el ejército local comenzó su masacre contra miembros de las organizaciones contrarrevolucionarias, matando a más de 700 personas en total. Además, más de 50,000 personas (algunas dicen que 5000) fueron encarceladas, unas 700 casas fueron incendiadas y miles de personas quedaron discapacitadas permanentemente.

### Otras áreas

El mapa de municipios de Guangdong.

Según un artículo de investigación (2003) de Andrew G. Walder de la Universidad Stanford y Yang Su de UC Irvine, los siguientes seis condados en Guangdong informaron un número de muertos de más de 1,000 debido a la Revolución Cultural:
| Condado (Xian) | Ciudad matriz | Número de muertes anormales |
| -------------- | ------------- | --------------------------- |
| Yangchun       | Yangjiang     | 2600                        |
| Wuhua          | Meizhou       | 2136                        |
| Lianjiang      | Zhanjiang     | 1851                        |
| Mei            | Meizhou       | 1403                        |
| Guangning      | Zhaoqing      | 1218                        |
| Lian           | Qingyuan      | 1019                        |

## Número de muertos
Durante la Revolución Cultural, Guangdong registró uno de los números más altos de muertes anormales en China:
- En 2016, Fei Yan (ahora de la Universidad Tsinghua)[28] concluyó que el número promedio de muertes anormales (incluido el número de muertes en masacres) entre los condados de Guangdong fue de 299, el quinto número más alto en todo el país.[29]
- En 2006, Yang Su, de UC Irvine, concluyó en base a los 57 anales de condado disponibles (de los 80 condados durante la Revolución Cultural) que el número promedio de muertes anormales entre los condados fue de 311.6, mientras que el número promedio de muertes por masacres ( al menos 10 personas fueron asesinadas una vez) fue 278 entre los 28 condados que informaron masacres.[1][2] El número total de muertes por masacres fue de al menos 7.784.
- En 2003, Andrew G. Walder, de la Universidad Stanford, y Yang Su, de UC Irvine, concluyeron en base a los 61 anales de condado disponibles (de los 114 condados de Guangdong) que el número promedio de muertes anormales entre los condados fue de 290, el tercer número más alto.[6] a escala nacional. El número total de muertes anormales fue de 33.060.[6]

## Secuelas

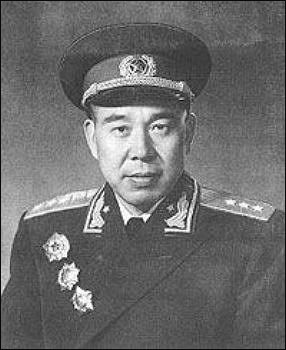
Huang Yongsheng (黄永胜)

En septiembre de 1971, estalló el « incidente de Lin Biao » y Huang Yongsheng (黄永胜), entonces presidente del Comité Revolucionario de Guangdong, fue destituido de su cargo y fue arrestado como aliado de Lin. En agosto de 1973, Huang fue expulsado del Partido Comunista de China (PCCh). En septiembre de 1976, Mao Zedong murió y en octubre, la Banda de los Cuatro fue arrestada, poniendo fin a la Revolución Cultural.
Durante el período «Boluan Fanzheng», Xi Zhongxun (习仲勋), entonces Secretario Provincial del PCCh en Guangdong, estuvo a cargo de la rehabilitación de las víctimas, recibiendo el apoyo del Comité Central del PCCh. En enero de 1980, el Comité Revolucionario de Guangdong fue removido y el Gobierno Popular de Guangdong fue restablecido. En 1981, Huang Yongsheng fue sentenciado a 18 años de prisión y murió en 1983.